# Ones S

Ona de cisalla plana.

Propagació d'una ona S esfèrica en una quadrícula 2D (model empíric).

En sismologia i altres àrees que impliquen ones elàstiques, les ones S, les ones secundàries o les ones de cisalla (de vegades anomenades ones S elàstiques) són un tipus d'ona elàstica i són un dels dos tipus principals d'ones elàstiques del cos, anomenades així perquè es mouen a través el cos d'un objecte, a diferència de les ones superficials.
Les ones S són ones transversals, el que significa que la direcció del moviment de les partícules d'una ona S és perpendicular a la direcció de propagació de l'ona, i la principal força de restauració prové de l'esforç de cisalla. Per tant, les ones S no poden propagar-se en líquids amb viscositat zero (o molt baixa); tanmateix, es poden propagar en líquids amb alta viscositat. El nom d'ona secundària prové del fet que són el segon tipus d'ona que detecta un sismògraf sismic, després de l'ona primària de compressió, o ona P, perquè les ones S viatgen més lentament en els sòlids. A diferència de les ones P, les ones S no poden viatjar a través del nucli exterior fos de la Terra, i això provoca una zona d'ombra per a les ones S oposada al seu origen. Encara poden propagar-se a través del nucli intern sòlid: quan una ona P colpeja el límit dels nuclis fosos i sòlids en un angle oblic, les ones S es formaran i es propagaran al medi sòlid. Quan aquestes ones S toquen de nou el límit en un angle oblic, al seu torn crearan ones P que es propaguen pel medi líquid. Aquesta propietat permet als sismòlegs determinar algunes propietats físiques del nucli intern de la Terra.
El 1830, el matemàtic Siméon Denis Poisson va presentar a l'Acadèmia Francesa de les Ciències un assaig ("memòria") amb una teoria de la propagació de les ones elàstiques en sòlids. A les seves memòries, afirma que un terratrèmol produiria dues ones diferents: una amb una certa velocitat {\displaystyle a} i l'altre amb velocitat {\displaystyle {\frac {a}{\sqrt {3}}}}. A una distància suficient de la font, quan es poden considerar ones planes a la regió d'interès, el primer tipus consisteix en expansions i compressions en la direcció perpendicular al front d'ona (és a dir, paral·leles a la direcció del moviment de l'ona); mentre que el segon consisteix en moviments d'estirament que es produeixen en direccions paral·leles al davant (perpendiculars a la direcció del moviment).